# Kristin Oppenheim
Kristin Oppenheim, née en 1959 à Honolulu, est une artiste plasticienne américaine qui vit et travaille à New York.

## Biographie
Kristin Oppenheim naît en 1959 à Honolulu. Elle suit une formation à la San Francisco State University de 1981 à 1984 et obtient une maîtrise en beaux-arts du Hunter College de New York en 1989. 
Elle réalise notamment des installations incorporant de la voix chantée spatialisée.
En expérimentant un magnétophone au début des années 1990, l'artiste s'est rendu compte que sa voix, mélancolique et mystérieuse, avait de grandes qualités pour le chant. Depuis, elle s'enregistre pour produire les bandes qu'elle utilise dans ses installations sonores et visuelles. Elle récite à ses débuts un seul couplet ou une phrase de la musique populaire ou auto-écrite, qui est répétée sans aucun accompagnement musical, par la suite elle agrémente sa voix d'autres instruments.